# María Concepción Loperena
María Concepción Loperena de Fernández de Castro, soprannominata La Loperena o La Heroína (Valledupar, 12 febbraio 1775 – 21 dicembre 1835), è stata un'attivista colombiana e patriota. Leader del movimento indipendentista di Valledupar che ha sostituito gli eserciti di Simón Bolívar, è stata anche abolizionista, liberando centinaia di schiavi nelle sue proprietà a Becerril e La Jagua de Ibirico.

## Biografia
María Concepción Loperena nacque a Valledupar, Vicereame di Nuova Granada (oggi Colombia), figlia dello spagnolo Pelayo Loperena De Ponce y Carrión e María de la Trinidad de Molina y Zúñiga (l'origine di sua madre è controversa, per alcuni spagnola anche lei, per altri originaria di Jagua del Pedregal, nel dipartimento di La Guajira). Suo padre, sergente maggiore delle milizie del re nel governo della provincia di Santa Marta, arrivò nel Nuovo Regno di Granada con l'ordine dal capitano delle milizie e consigliere del governo di Santa Marta. Il governatore De Paredo y Salcedo inviò Pelayo Loperena a Valledupar per occuparsi dell'organizzazione e della riscossione delle tasse e per servire allo stesso tempo come procuratore nelle cause per abusi sugli indigeni Coyaimas presentate nei riguardi di alcuni spagnoli. Pelayo Loperena e sua moglie María Josefa Ustáriz, decisero di rimanere nel Nuovo Regno di Granada.
Nel 1885, María Concepción Loperena sposò il vicegovernatore José Manuel Fernández de Castro Pérez Ruíz Calderón, nato a Santa Marta dal quale ebbe 7 figli. Inviato a Valledupar per ordine del governatore di Santa Marta, José de Astigarraga, per partecipare ai realengos (i luoghi in cui la giurisdizione apparteneva direttamente al re), organizzare encomiendas e tasse, fondò allevamenti di bestiame a Becerril e La Jagua de Ibirico. María Concepción Loperena si prese cura di questi beni dopo essere rimasta vedova.

## Rivolta del 1810
Il 21 maggio 1810 María Concepción Loperena guidò la rivolta di un gruppo composto da 400 residenti (tra cui personalità di spicco della città), contro il sindaco, il marchese di Valde-Hoyos.
L'atto di ribellione, accompagnato da volantini al grido di "Abbasso il Re, viva la libertà", fu considerato l'inizio del processo di indipendenza di Valledupar, il secondo del Vicereame della Nuova Granada e il primo che si svolse sul territorio dell'odierna Colombia.

## Rivoluzione del 1812
Nel 1812, María Concepción Loperena guidò per la seconda volta un gruppo rivoluzionario formato dai notabili di Valledupar, nelle trattative con la Junta de Santa Fé e il governo di Cartagena, per ottenere l'indipendenza. Loperena inviò suo figlio, Pedro Norberto Fernández de Castro Loperena, con poteri per trattare con l'allora presidente di Cartagena, Manuel Rodríguez Torices, e ricevere istruzioni sul movimento per l'indipendenza dalla Spagna. La donna incontrò "El Libertador" Simón Bolívar nella città di Chiriguaná per mettere a punto un piano di indipendenza a Valledupar e nella regione circostante. Per ordine di Simón Bolívar, il 4 febbraio 1813 Loperena organizzò e dichiarò l'atto di indipendenza della città di Valledupar, alle 10:00 del mattino. Quello stesso giorno, María Concepción Loperena concesse la libertà a centinaia di schiavi che teneva nelle sue tenute a La Jagua de Ibirico e Becerril. In cambio del sostegno bolivariano, Loperena contribuì ad equipaggiare l'esercito di Bolívar, donando vestiti e bestiame, per continuare la campagna rivoluzionaria nelle valli di Cúcuta.
Tuttavia, l'indipendenza di Valledupar durò solo un mese, all'inizio di marzo le forze monarchiche ripresero il controllo della città. I sostenitori dell'allora sindaco di Valledupar, il marchese di Valde-Hoyos, in fuga a causa della ribellione indipendentista, diedero l'ordine di perseguitarla. Nel 1818, l'allora governatore di Santa Marta, Pedro Ruiz de Porras, intimò ai suoi subordinati Juan Salvador Anselmo Daza e Buenaventura de la Sierra di arrestare María Concepción Loperena e di mandarla a Santa Marta. Non trovandola, confiscarono molti dei suoi beni che le vennero restituiti in seguito con il decreto del 19 ottobre 1821 emesso dal Congresso di Villa del Rosario, a Cúcuta.

## Precorritrice dell'educazione a Valledupar
María Concepción Loperena fu un'antesignàna dell'educazione a Valledupar. Con decreto esecutivo del 6 ottobre 1820, il presidente ad interim della Grande Colombia, Francisco de Paula Santander, emise un'ordinanza da Villa del Rosario, ai sensi della legge del 6 agosto 1821 per la creazione di un collegio nazionale a Valledupar. A tal fine, su richiesta di María Concepción Loperena e così precisata dal Decreto del 17 maggio 1824, fu creata la Escuela de Primeras Letras del Método Lancasteriano. La scuola iniziò la sua attività in quello che era il Convento dei Padri Domenicani (oggi parte dell'edificio del Consiglio di Valledupar).

## Morte e impatto culturale

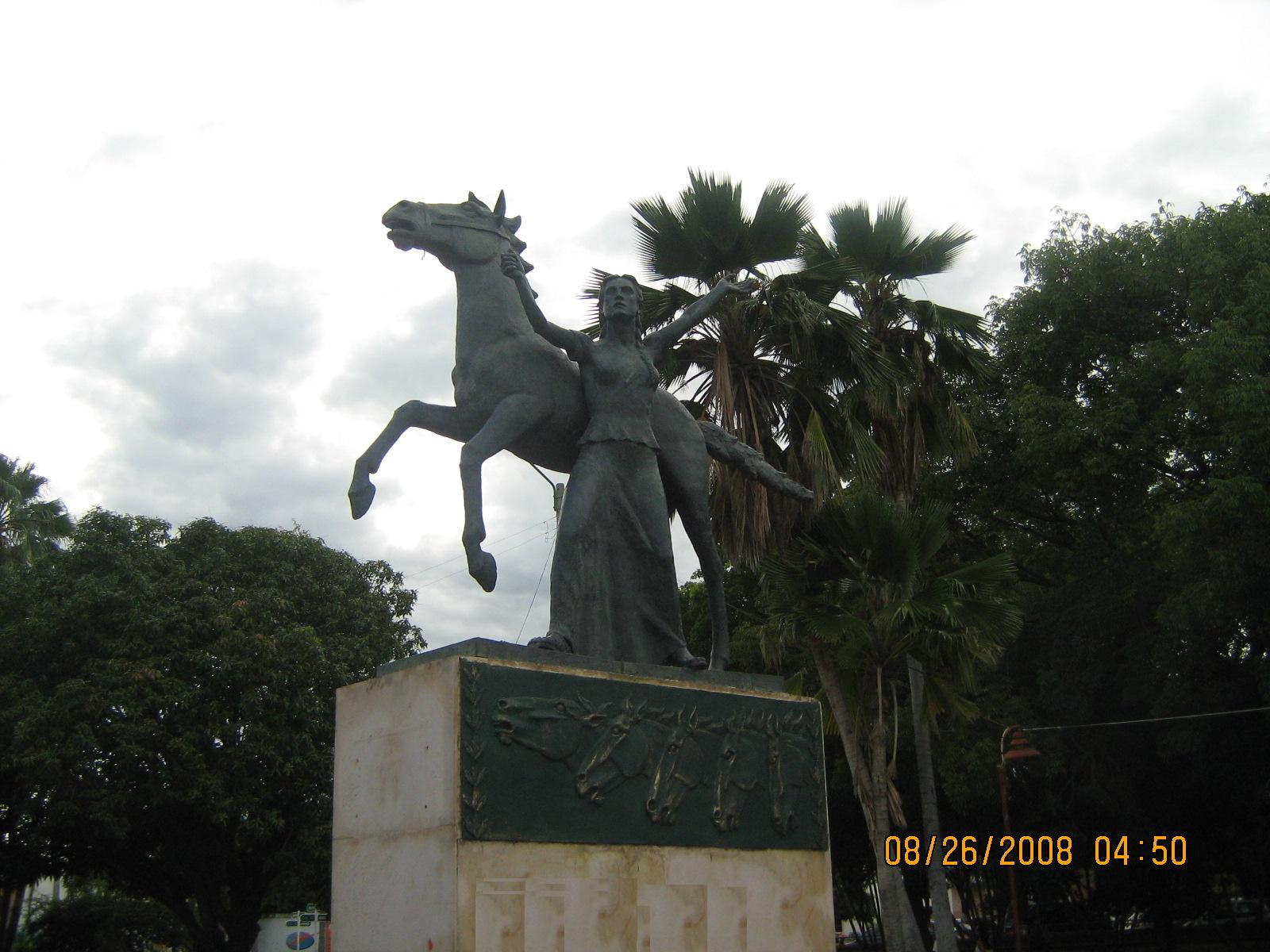
Statua di María Concepción Loperena de Fernández de Castro a Valledupar, Colombia.

Si presume che María Concepción Loperena sia morta il 21 dicembre 1835. Il suo corpo venne avvolto con la bandiera della Repubblica di Nuova Granada, su decreto emesso dall'Assemblea Legislativa dello Stato Sovrano di Magdalena e dal Congresso della Colombia.
Il funerale si svolse a Valledupar, nella chiesa de la Concepción, dove vennero sospese le festività natalizie. Il suo corpo venne in seguito sepolto nel cimitero della città. Più tardi, i suoi resti furono rimossi dal figlio, José María Fernández de Castro L., e collocati nella chiesa parrocchiale. Successivamente, dopo essere stati trafugati e portati a casa propria dalla figlia, María Concepción Fernández De Castro de Diaz Granados, nel 1850, i resti furono ricollocati nell'Iglesia de Sto. Domingo e due anni dopo in un'altra chiesa.
In virtù della legge 95 del 1940, in seguito alla proposta presentata dal senatore della repubblica, Pedro Castro Monsalvo, María Concepción Loperena fu decretata eroina.
Il 14 febbraio 2004, fu approvato dal Consiglio di Valledupar l'accordo 002, con il quale la data di 4 febbraio venne istituzionalizzata come data storica nel comune di Valledupar e si ordinò che la bandiera del comune venisse esposta negli esercizi pubblici, soprattutto nelle scuole.